# Bar-le-Duc (water)
Bar-le-Duc is de naam van een Nederlands mineraalwater. Het wordt gewonnen bij het Utrechtse industrieterrein Lage Weide op een diepte van 140 meter.
Oorspronkelijk lag de bron in Brabant. In 1971 begon limonadefabriek Limfa uit Baarle-Nassau met het vullen van grondwater uit eigen bron onder de naam Limfa tafelwater. Het jaar daarop stopte men er alweer mee. In de jaren 1980 probeerde men het opnieuw, nu onder de naam Bar-le-Duc. De naam is een creatieve verfransing van Baarle (Bar-le) en Hertog (Duc) en heeft geen relatie met de gelijknamige stad in Noord-Frankrijk. In 1987 werd Limfa overgenomen door Raak en verhuisde de productie naar Utrecht waar het water uit een grondwaterlaag onder de Utrechtse Heuvelrug wordt gepompt.